# Little Anderson Island
Little Anderson Island est une île de 13 ha, au sud-est de l'Australie. Elle fait partie du sous-archipel tasmanien de Tin Kettle Island, située à l'est du détroit de Bass, entre Flinders et Cape Barren Islands dans l'archipel Furneaux. À marée basse, l'île communique avec les îles voisines d'Anderson et Tin Kettle Islands grâce à d'importantes vasières.

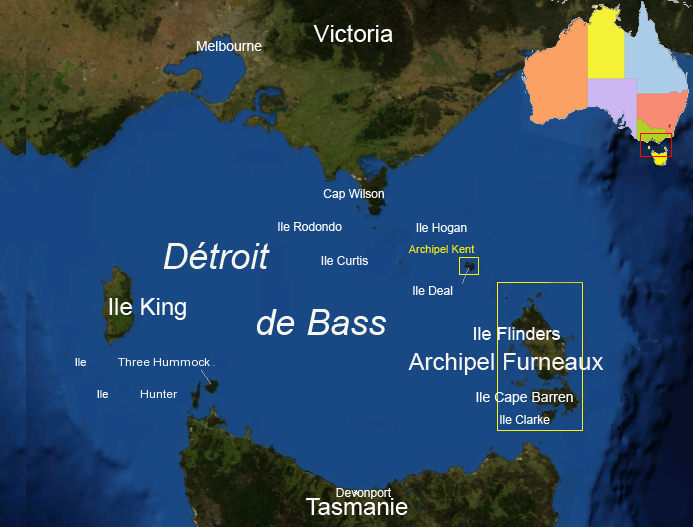
Détroit de Bass.

L'île fait partie de la Zone importante pour la conservation des oiseaux de Franklin Sound Islands (Franklin Sound Islands Important Bird Area), reconnue comme telle par BirdLife International parce qu'elle accueille plus de 1 % des populations mondiales pour six espèces d'oiseaux.

## Faune
C'est un site reconnu de reproduction pour des espèces d'oiseaux marins et d'échassiers :
- Manchot pygmée (Little Penguin),
- Huîtrier fuligineux (Sooty Oystercatcher),
- et Huîtrier pie (Pied Oystercatcher).

Comme reptiles, s'y trouvent :
- Niveoscincus metallicus, (Metallic Skink),
- Niveoscincus ocellatus, (Spotted Skink),
- et Lerista bougainvillii (Bougainville's Skink)[1].